# Alain Caveglia
Alain Caveglia (Lyon, 28 maart 1968) is een voormalig Franse voetballer (aanvaller) die onder andere uitkwam voor FC Sochaux-Montbéliard, Le Havre AC, Olympique Lyon en FC Nantes. Met Nantes won hij in 2000 de Coupe de France.

## Carrière
- 1988-1990: FC Gueugnon
- 1990-1994: FC Sochaux-Montbéliard
- 1994-1996: Le Havre AC
- 1996-1999: Olympique Lyon
- 1999-2000: FC Nantes
- 2000-2002: Le Havre AC